# Ernst von Houwald
Le baron Ernst Christoph von Houwald, né le 29 novembre 1778 à Straupitz dans la Forêt de la Sprée et mort le 28 janvier 1845 au manoir Neuhaus du village de Steinkirchen, près de Lübben, est un poète et dramaturge romantique prussien.

## Biographie

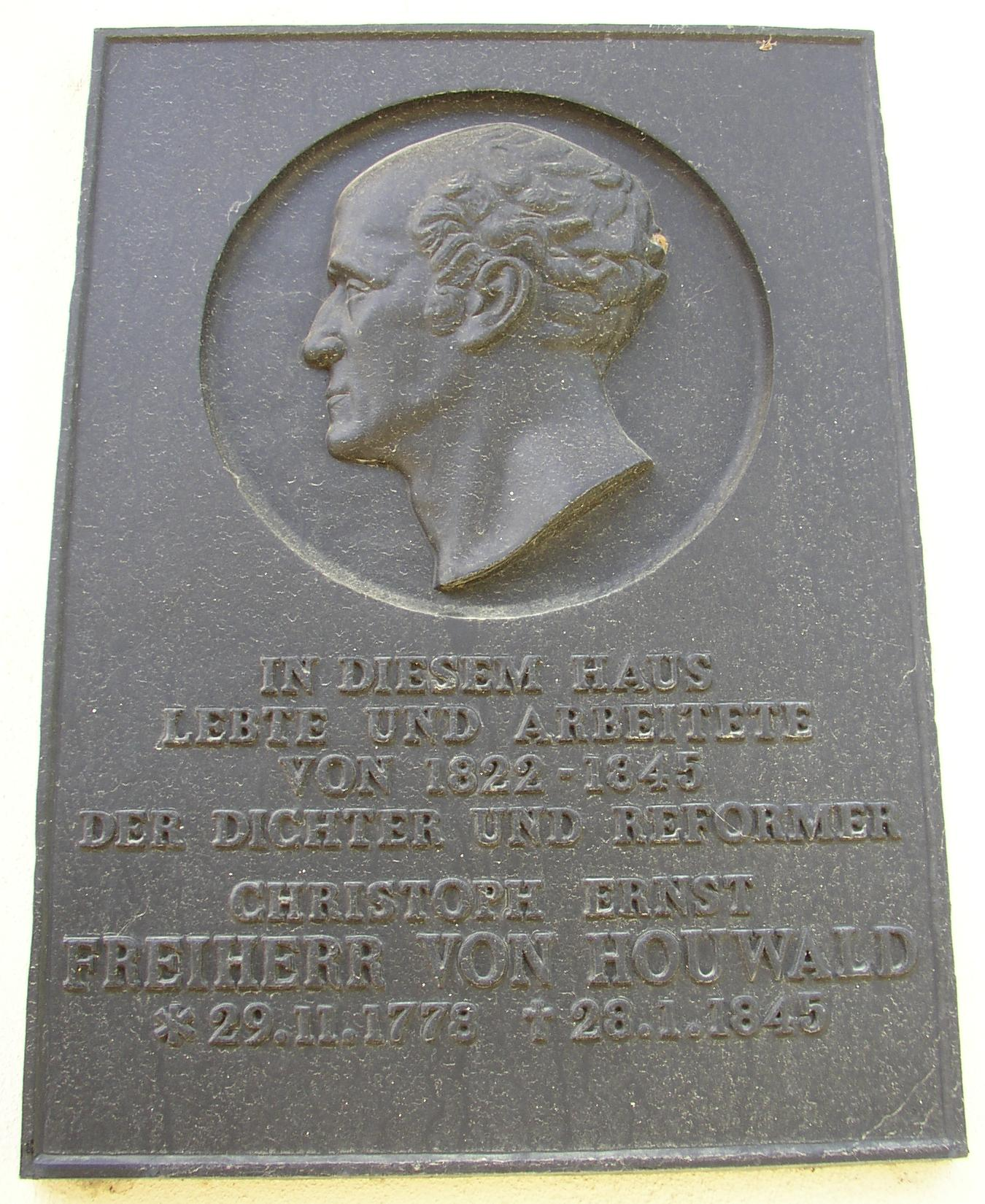
Plaque commémorative au manoir Neuhaus

Ernst von Houwald appartient à une famille, les Houwald, de la noblesse brandebourgeoise. Son père est président de la cour de justice de Basse-Lusace Il étudie le droit à l'université de Halle et s'occupe de ses domaines de famille à partir de 1802. Il épouse la baronne Auguste-Eleonore von Haberkorn (1789-1875). Il héberge en 1816 son ami Karl Wilhelm Salice-Contessa (1777-1825), frère de Christian Jakob Salice-Contessa, qui avait de sérieux revers de fortune. Ils s'encouragent mutuellement dans leurs travaux littéraires. Houwald est élu unanimement à l'administration locale de Basse-Lusace en tant que syndic en 1821. Il achète le manoir Neuhaus de Steinkirchen, où Karl-Wilhelm Salice-Contessa vient le rejoindre pendant trois ans et où il reçoit la société littéraire de l'époque, comme Achim von Arnim ou Franz Grillparzer. Il y meurt en 1845. Il est enterré tout à côté de l'église Saint-Pancrace de Steinkirchen (de).

## Œuvre

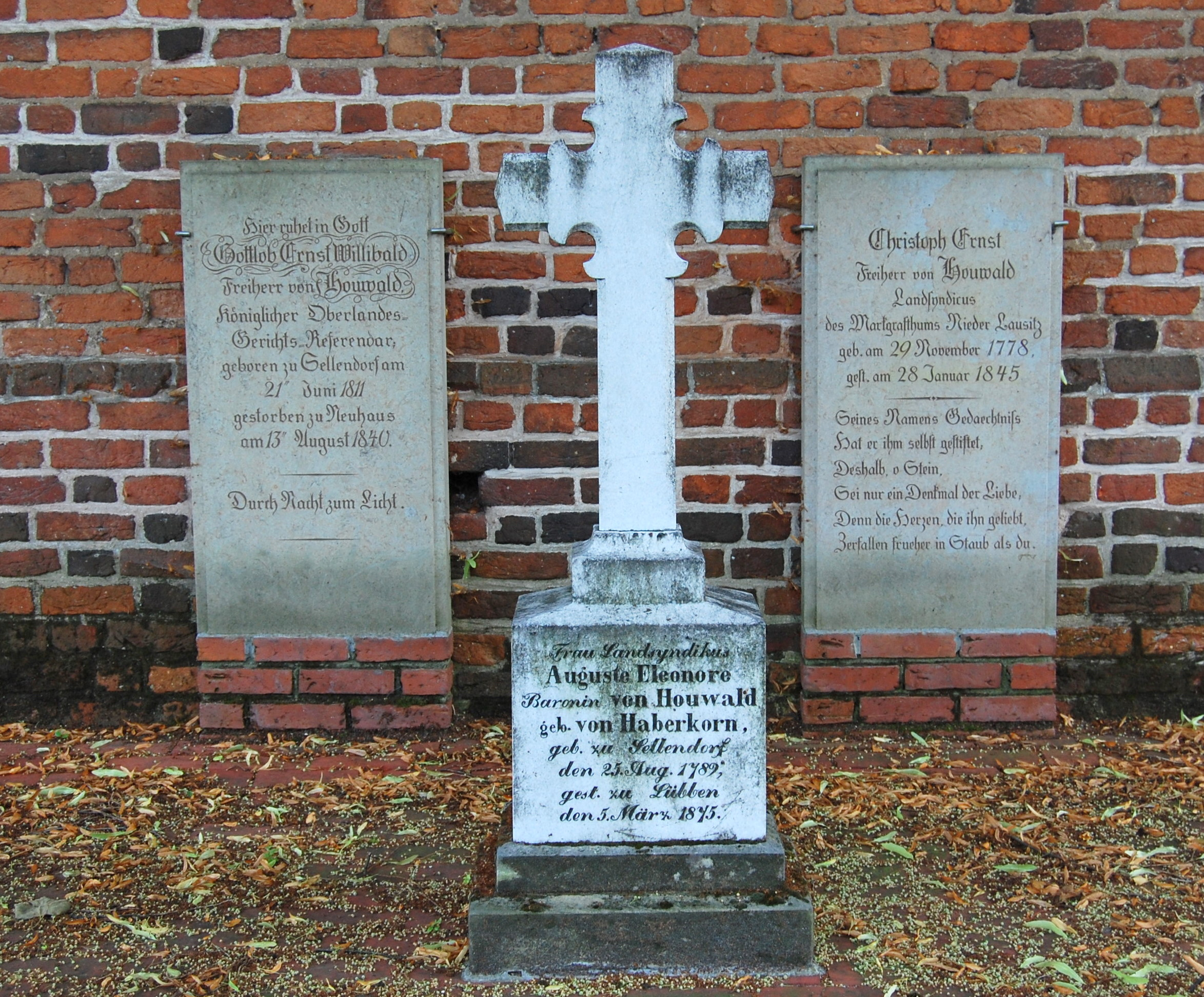
Tombe de Houwald et de son épouse

Houwald publie d'abord sous des noms de plume des poèmes qui sont édités par Contessa à Berlin. Il est connu à son époque pour ses œuvres tragiques dont le ressort est la fatalité, ainsi de Das Bild, Der Leuchtturm, Die Heimkehr, Flucht un Segen (toutes publiées en 1821), ou Die Feinde (1825), Die Seeräuber (1830). L'on se souvient surtout de lui aujourd'hui pour ses œuvres destinées à la jeunesse, comme Romantische Akkorde (1817), Buch für Kinder gebildeter Stande (1819-1824), Jakob Thau, der Hofnarr (1821), Bilder für die Jugend, Erzählungen (1829)
Ses œuvres complètes ont été publiées à Leipzig en cinq volumes (Sämtliche Werke) en 1851 et rééditées en 1858-1859.